# Dri Archer
Dri Archer (Laurel, 9 agosto 1991) è un giocatore di football americano statunitense che gioca nel ruolo di running back per i Buffalo Bills della National Football League (NFL). Fu scelto nel corso del terzo giro (97º assoluto) del Draft NFL 2014. Al college ha giocato a football coi Kent State Golden Flashes venendo premiato unanimemente come All-American nel 2012.

## Carriera professionistica

### Pittsburgh Steelers
Archer fu scelto nel corso del terzo giro del Draft 2014 dai Pittsburgh Steelers. Nella prima partita in carriera, nella settimana 1 contro i Cleveland Browns, fu costretto ad uscire anzitempo a causa di un infortunio al ginocchio e uno alla caviglia. La sua stagione da rookie si concluse com 40 yard corse in 12 presenze, nessuna delle quali come titolare.

## Statistiche
| Partite totali      | 12 |
| Partite da titolare | 0  |
| Yard corse          | 40 |
| Touchdown su corsa  | 0  |

Statistiche aggiornate alla stagione 2014